# Trad.Attack!
Trad.Attack! è un gruppo musicale estone formatosi nel 2013. È costituito dai musicisti Sandra Vabarna, Jalmar Vabarna e Tõnu Tubli.

## Storia del gruppo
Sono saliti alla ribalta con l'uscita del secondo album in studio Make Your Move, messo in commercio nel 2020 attraverso la Made in Baltics, parte del gruppo della Sony Music, che ha esordito direttamente in vetta alla Eesti Tipp-40. Nella medesima pubblicazione hanno conquistato la loro prima top ten nella hit parade dei singoli con il singolo Armasta mind, riuscendo a collocare altre due tracce in classifica. Il disco, che ha totalizzato 20 settimane di permanenza nella graduatoria nazionale, ha fruttato al gruppo due vittorie su quattro candidature agli Eesti Muusikaauhinnad, i principali premi musicali estoni.
Sono inoltre risultati finalisti nella categoria di artista dell'anno nell'edizione dello stesso anno e hanno precedentemente trionfato sette volte alla medesima cerimonia di premiazione grazie alla popolarità riscontrata dai loro lavori precedenti. A settembre 2020 sono stati onorati dal ministro degli affari esteri estone Urmas Reinsalu con il premio alla cultura.

## Formazione
- Sandra Vabarna – voce, torupill, scacciapensieri
- Jalmar Vabarna – voce, chitarra
- Tõnu Tubli – voce, batteria

## Discografia

### Album in studio
- 2017 – Kullakarva
- 2020 – Make Your Move
- 2020 – Ah!
- 2020 – Mymiatures - Songs That Never Grew Up
- 2023 – Bring It On

### Album dal vivo
- 2021 – We Miss Playing for You

### Album di remix
- 2022 – Remixed

### EP
- 2014 – Trad.Attack!
- 2021 – Trad.Attack! Remixed: Czech Edition

### Singoli
- 2018 – Lell'o
- 2018 – Lubadus/Promise
- 2019 – Pass-pass
- 2020 – Tehke ruumi!
- 2020 – Armasta mind (feat. Vaiko Eplik)
- 2020 – Almost There
- 2020 – Tõru Jungle
- 2020 – Pekki!
- 2021 – Vanamees
- 2021 – Kallimale
- 2021 – Sõit
- 2022 – Kuukene
- 2022 – Ella
- 2022 – Keera
- 2023 – Öelge sõnnu (feat. Ravid Kahalani)
- 2023 – Püksata magama